# Scars Above
Scars Above es un videojuego de acción y disparos en tercera persona desarrollado por el estudio Mad Head Games y distribuido por la división Prime Matter de la empresa Plaion. Su lanzamiento se produjo el 28 de febrero de 2023, para las plataformas de PlayStation 4, PlayStation 5, Xbox One, Xbox Series X/S y Microsoft Windows a través de Steam.

## Sinopsis
En Scars Above, el jugador toma el rol de la doctora Kate Ward, miembro de la misión espacial SCAR, compuesto por ella y otros tres astronautas, que son enviados a investigar una enigmática estructura que, de pronto, apareció orbitando la Tierra, y a la que han decidido llamar "metahedro". Pero al intentar acercarse a este metahedro, la nave se ve absorbida por su fuerza gravitacional, y son transportados a un planeta desconocido. Kate despierta sola, armada con su ingenio y otras herramientas que recolecte en su viaje, deberá encontrar al resto de su tripulación, a la vez que investiga dónde están, cómo salir de ahí y principalmente, sobrevive a las criaturas hostiles que ahí habitan.

## Jugabilidad
Scars Above es un juego de disparos en tercera persona, tendremos un botón para esquivar, otro para recargar y un botón para interactuar con los objetos del entorno. La protagonista cuenta con un arma capaz de utilizar munición elemental (rayo, fuego, hielo y ácido), para la cual puede crear munición a partir de elementos orgánicos que encontramos esparcidos por el lugar. El jugador también cuenta con distintas herramientas como bombas incendiarias y otros accesorios como un escudo que absorbe daño. También se cuenta con un árbol de habilidades pasivas, las cuales se pueden adquirir gastando puntos de habilidad, que se obtienen al rellenar una barra de "conocimiento", el cual se consigue jugando, escaneando monstruos, flora u objetos, o recogiendo "cubos de conocimiento" esparcidos por el mapa. Además de la acción, el juego también cuenta con importantes elementos de puzles que requieren de varios pasos para completarlos y así poder sortear obstáculos o avanzar a otras zonas.

## Recepción
Las críticas para Scars Above han sido tituladas como "mixtas" en el sitio web agregador de reseñas Metacritic.